# Сеньяба, Монтсеррат
Монтсеррат Сеньяба (1918, Луба, Испанская Гвинея, Испания — 1980, Экваториальная Гвинея) — экватогвинейский политик и феминистка.

## Карьера
Монтсеррат родилась в Сан-Карлос-де-Луба в Экваториальной Гвинее в 1918 году. Умерла в 1980 году. По профессии была педагогом. Была делегатом правительства в первые годы независимости своей страны и посвятила себя защите прав женщин, что привело к её конфликтам к лидерам-мужчинам. Она была мэром Сан-Фернандо, и во всех своих попытках реформ (она пыталась включить всё, что связано с правами женщин, в учебную программу) ей противостояли коллеги-мужчины. До прихода к власти режима Франсиско Масиаса Нгемы (первого президента Экваториальной Гвинеи с 1968 года до его свержения в 1979 году) Монтсеррат была вынуждена покинуть родную Гвинею и отправиться в изгнание. Она отправилась в Барселону, где получила статус политического беженца.